# Кастрореале
Кастрореале (італ. Castroreale, сиц. Castruriali) — муніципалітет в Італії, у регіоні Сицилія,  метрополійне місто Мессіна.
Кастрореале розташоване на відстані близько 490 км на південний схід від Рима, 165 км на схід від Палермо, 31 км на захід від Мессіни.
Населення — 2526 осіб (2014).

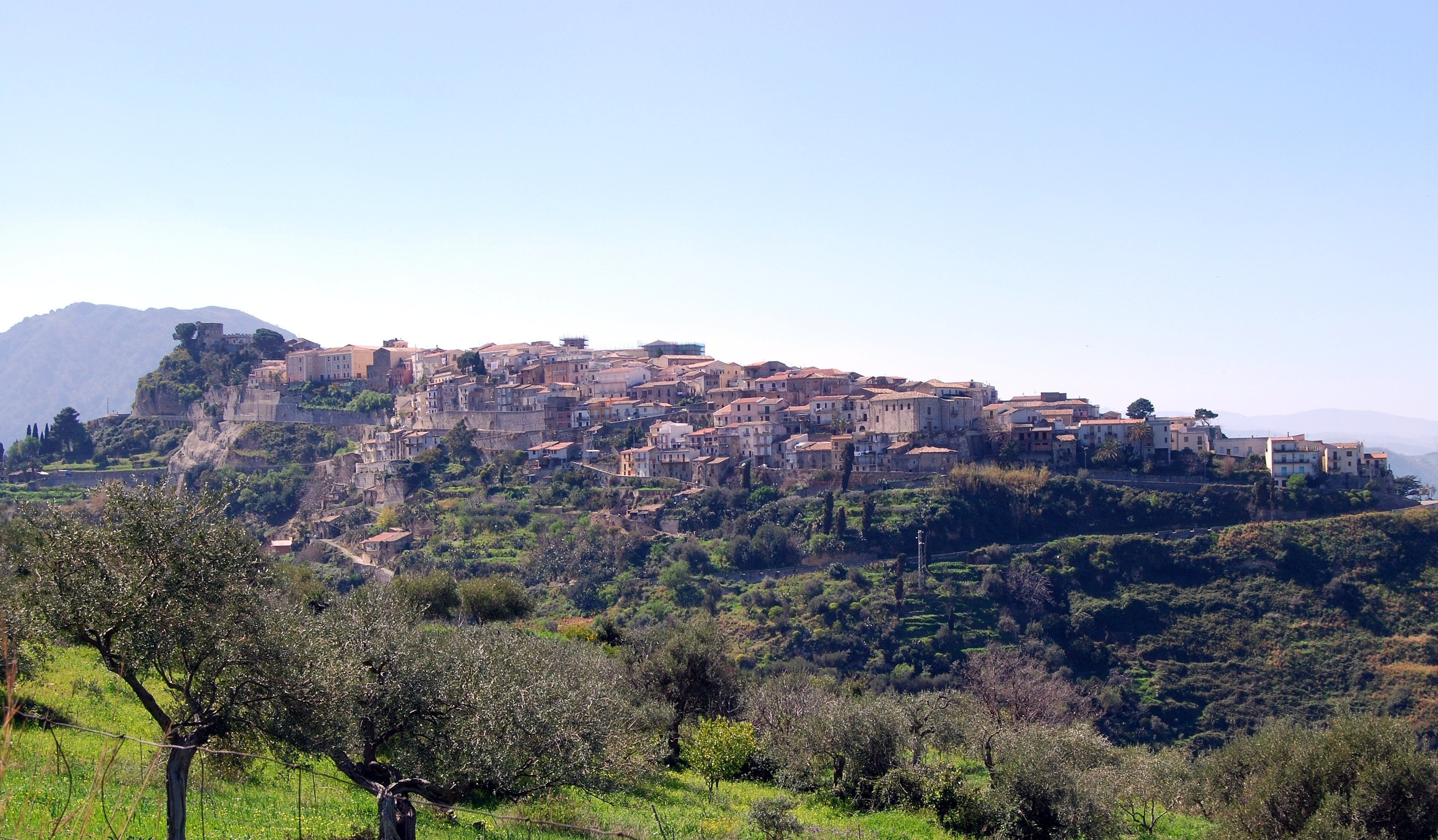

Щорічний фестиваль відбувається 31 грудня. Покровитель — San Silvestro.

## Демографія
Населення за роками:

Станом на 1 січня 2023 року в муніципалітеті офіційно проживало 116 іноземців з 13 країн, серед них 53 громадяни країн Євросоюзу.

## Сусідні муніципалітети
- Антілло
- Барчеллона-Поццо-ді-Готто
- Казальвеккьо-Сікуло
- Роді-Мілічі
- Санта-Лучія-дель-Мела
- Терме-Вільяторе